# Мониторы типа «Каноникус»
Мониторы типа «Каноникус» (англ. Canonicus-class) — серия из девяти прибрежных однобашенных мониторов, построенных по проекту Джона Эрикссона для военно-морского флота США во время Гражданской Войны 1861—1865. Являлись развитием предыдущего проекта «Пассаик». Только часть кораблей успела вступить в строй до конца войны; два последних были проданы Перу. Оставались на службе до начала 1900-х.

## История
В сентябре 1862 года, военный флот США заказал ещё одну серию прибрежных мониторов, развивающую проект «Пассаик». Адмиралы хотели получить более быстроходные корабли, с улучшенной конструкцией и более мощной броневой защитой. Ввиду значительных затрат средств и ресурсов на постройку «Пассаиков» и необходимости учесть военный опыт в конструкции новых кораблей, постройка мониторов нового типа задержалась, и первый корабль класса вступил в строй лишь в 1864 году.

## Конструкция
По конструкции, мониторы типа «Каноникус» представляли собой прямое развитие типа «Пассаик», в свою очередь, основанного на базисном проекте оригинального «Монитора». Они имели плоское дно, облегчавшее действие на мелководьях, невысокий надводный борт с гладкой палубой, поверх которой возвышалась единственная башня (увенчанная боевой рубкой), дымовая труба и втяжной патрубок системы вентиляции. Однако, в связи с требованиями улучшения скорости и усиления защиты, обводы кораблей были пересмотрены: длина их составила 68 метров при ширине 13,2 метра. Предполагалось, что более узкий корпус позволит развить скорость до 13 узлов, но, как и многие теоретические оценки Эрикссона, эта цифра оказалась излишне оптимистичной.
Полное вооружение кораблей увеличилось до 2000 тонн. Осадка также возросла на 1 метр и составила 4,1 метра.
В конце войны, для улучшения обитаемости мониторы этой серии были оборудованы легкой навесной палубой между башней и трубой; это была единственная осуществленная модернизация.

### Вооружение
Основное вооружение всей серии «Каноникусов» составили две 380-миллиметровые гладкоствольные пушки Дальгрена в единственной вращающейся башне. В отличие от «Пассаиков», мониторы типа «Каноникус» использовали орудия более позднего образца — с увеличенной длинной ствола, что позволяло при выстреле выдвигать дульный срез за пределы башни и избавляло от необходимости в вентиляционных дымоотводных коробах.
Эти мощные по меркам времени 19,5-тонные пушки стреляли железным или стальным ядром, весом до 200 килограмм, или фугасной тонкостенной бомбой из чугуна, весом 160 килограмм. Предельная дальность стрельбы из-за гладкого ствола и невысокой (до 360 метров в секунду) начальной скорости не превышала 2000 метров. На близких дистанциях, эти орудия были весьма эффективны: на расстоянии в 200—250 метров, их ядра могли проломить три слоя железной брони суммарной толщиной 150 миллиметров, наклоненной под углом 30 градусов к горизонтали. Однако, по мере роста дальности, эффективность снарядов резко падала.
На протяжении всей карьеры, мониторы не были перевооружены, хотя такая возможность периодически обсуждалась.

### Броневая защита
Броневая защита была усилена по сравнению с «Пассаиками», из расчёта на сопротивление выстрелам нарезных 178-мм орудий конфедератов с близкой дистанции. В ходе постройки был учтен опыт неудачной бомбардировки фортов Чарльстона, в ходе которой многие мониторы получили повреждения, хотя их броня и не была пробита.
Броневой пояс закрывал весь надводный борт монитора, и спускался чуть ниже ватерлинии. Он состоял из пяти наложенных друг на друга слоев 25 миллиметровых плит из кованого железа, закрепленных болтами на деревянной подкладке. Общая толщина пояса составляла 125 мм. Такая защита была легче в производстве чем сплошные плиты равной толщины, хотя и менее эффективна. Палуба бронировалась одним слоем 38 миллиметровых кованых железных плит.
Вращающаяся башня и установленная на её крыше неподвижная рубка были защищены десятью слоями 25 миллиметровых плит, общей толщиной 250 миллиметров. На основании опыта действий под Чарльстоном (во время которых было несколько случаев заклинивания башен из-за попадания снарядов в их основание), вокруг основания башен установили защитный обруч из мягкого железа толщиной от 150 до 380 миллиметров.
Также броневую защиту получило основание дымовой трубы (во избежание попадания воды в топки, в случае пробоин в трубе) и впускной патрубок вентилятора. Дополнительно, на крыше башни установили броневой парапет из тонкого 13-миллиметрового железного листа, предназначенный для защиты от пуль.

### Силовая установка
Силовая установка состояла из компактного парового двигателя с вибрирующими рычагами, разработанного Эрикссоном. Работающий на единственный винт двигатель развивал 320 лошадиных сил: Эрикссон считал, что вместе с более плавными обводами корпуса этого хватит для достижения скорости в 13 узлов, но на практике новые мониторы оказались всего на один узел быстрее «Пассаиков» — восемь узлов против семи. Пар обеспечивали два котла Мартина.

## В серии
- USS «Манаюнк» (1865) (с 1869 — USS «Аякс»)
- USS «Каноникус» (1864)
- USS «Катавба» (1865) — продан Перу в 1868 как BAP «Atahualpa»
- USS «Маопак» (1864)
- USS «Манхэттен» (1864)
- USS «Онеота» (1865) — продан Перу в 1868 как BAP «Manco Capac»
- USS «Саугус» (1864)
- USS «Текумсе» (1864) — погиб 5 августа 1864 года на минах во время прорыва мимо фортов Мобила
- USS «Уиандотте» (1866)

## Служба

### В американском флоте
Из-за позднего вступления в строй, мониторы типа «Каноникус» опоздали к основным боевым операциям Гражданской Войны и приняли участие лишь в завершении конфликта. Только пять кораблей — «Каноникус», «Маопак», «Манхэттен», «Саугус» и «Текумсе» — успели принять участие в боевых действиях.
Их основной задачей стало поддержание блокады побережья южан, предотвращение попыток прорыва со стороны немногочисленных запертых в портах броненосцев конфедератов и поддержка атаки на наземные укрепления. «Саугус» и «Каноникус» в июне 1864 поддерживали действия северян на реке Джеймс, бомбардируя конфедеративные батареи. В дальнейшем, к ним присоединился «Маопак». В боях на реке, корабли неоднократно подвергались обстрелу, но мощная броня и низкий силуэт защитили их от повреждений.
Наиболее активная карьера выпала на мониторы «Манхэттен» и «Текумсе». Назначенные в блокадный эскадрон Мексиканского Залива, они были добавлены к эскадре адмирала Дэвида Фаррагута, готовившейся к атаке на Мобил, один из крупнейших портов, остававшихся под контролем южан. Так как южане имели в гавани Мобила броненосные корабли, включая свой самый сильный броненосец, CSS Tennessee, мониторы были необходимы для успеха прорыва.
В ходе сражения, монитор «Текумсе», проходя под обстрелом южан мимо форта Морган, подорвался на мине и затонул в течение 30 секунд практически со всем экипажем. «Манхэттен» оказался более удачлив — он успешно преодолел минное поле и когда броненосец южан CSS Tennessee попытался атаковать федеральную эскадру, «Манхэттен» вступил с ним в бой. Действуя вместе с двумя речными мониторами, «Виннебаго» и «Чикасо», «Манхэттен» успешно атаковал конфедеративный броненосец, и сильно повредил его своими тяжелыми снарядами, проломив его броню и в итоге вынудив сдаться.
После окончания войны, большая часть мониторов была помещена в резерв. Ещё четыре корабля этого класса вступили в строй уже после завершения военных действий, и были почти немедленно разукомплектованы по финансовым причинам.
Мониторы типа «Каноникус» оставались в составе американского флота до начала 1900-х. Большую часть времени они проводили в резерве, откуда периодически извлекались для службы. В 1869, все корабли серии были переименованы, но за исключением «Манаюнка», ставшего «Аяксом», вскоре получили прежние названия. В 1895—1896, ВМФ США передал большую часть старых мониторов военно-морскому ополчению отдельных штатов: в ходе испано-американской войны 1898 года, некоторые из «Каноникусов» вновь были укомплектованы для береговой обороны, хотя из значение стремилось уже к нулю. Все корабли были списаны в начале 1900-х и отправлены на лом.

### В перуанском флоте
В 1867, правительство Перу, находившееся под угрозой войны с Испанией, обратилось к американскому правительству с предложением купить два стоящих в резерве монитора. Военно-морской секретарь США Гидеон Уэллс, считая, что в условиях послевоенного сокращения бюджета флот все равно не может укомплектовать такое количество кораблей, заявил, что если верфь-строитель возместит правительству деньги на постройку этих кораблей, то она вольна распоряжаться с ними по своему усмотрению; однако, в конечном итоге потребовалось одобрение Конгресса чтобы сделка состоялась.
В результате, в 1868, правительство Перу приобрело два наиболее новых монитора — «Онеота» и «Катавба» — по цене 375000 долларов за каждый. Их переименовали, соответственно, в «Манко Капак» и «Атаульпа» Мониторы были переоснащены для длительного океанского перехода; оборудованы фальшбортом и легкой парусной оснасткой. По политическим причинам, а также из-за механических неисправностей, поставка кораблей задержалась до 1869 года. Долгий и трудный переход мониторов завершился лишь в мае 1870 года с прибытием в Кальяо.
В составе перуанского флота, мониторы прослужили до 1880. Когда в ходе неудачной для Перу войны с Чили мореходные корабли перуанского флота были потоплены или захвачены, «Манко Капак» и «Атаульпа» остались самыми мощными единицами флота. Перуанское командование отлично понимало, что отправлять эти старые немореходные корабли против современных броненосцев чилийцев бессмысленно, и применяло их для обороны стратегических портов. В конце войны, оба монитора были затоплены своими экипажами, чтобы избежать захвата.

## Оценка проекта
Являясь эволюционным развитием «Пассаиков», мониторы типа «Каноникус» органически завершали линейку эволюции береговых мониторов Эрикссона. В их конструкции был учтен опыт боевых действий; исправлен ряд недостатков прежних конструкций, таких как незащищенное основание башен и небронированные трубы.
В то же время, надежды, что эти мониторы станут мореходными боевыми кораблями, не оправдались. Хотя благодаря более обтекаемому корпусу, они были более мореходны чем «Пассаики», скорость их оставалась неприемлемо низкой и они по-прежнему не могли вести бой в открытом море. Кроме того, построенные в условиях дефицита ресурсов и спешки военного времени, мониторы типа «Каноникус» по-прежнему имели слоистую броню вместо сплошных плит; это негативно сказывалось на их защищенности.